# 徐訏

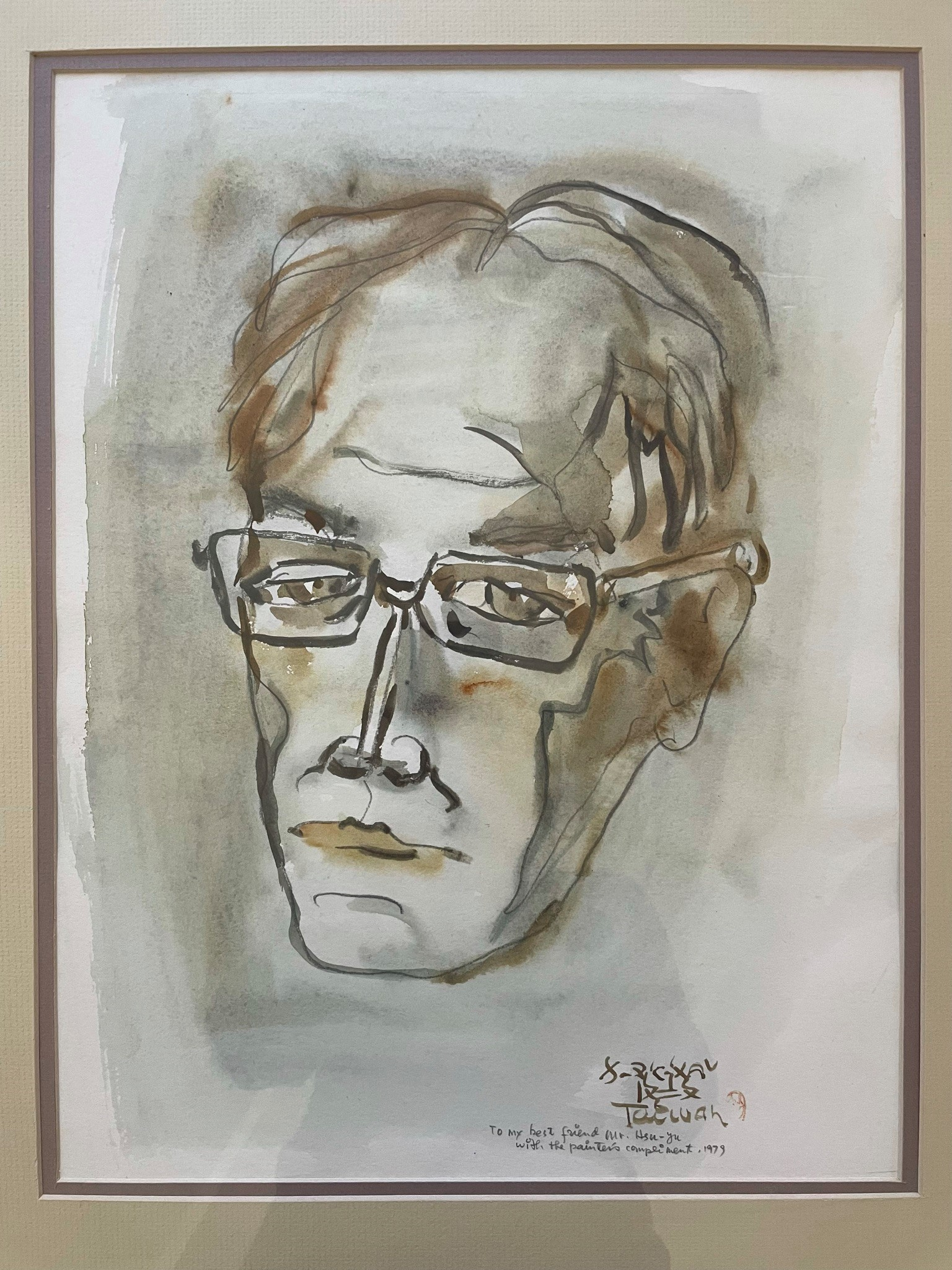
徐訏的肖像，1979年

徐訏（1908年—1980年10月5日），本名徐傳琮，字伯訏，著名作家、教授，以写作小说闻名，并以高产著称。

## 简历
徐訏本名徐傳琮，字伯訏，1908年生于浙江省慈溪洪塘的竺楊村。民國20年，毕业于北京大学哲学系，获学士学位。后转至北京大学心理学系攻读硕士。北京大学学生时期发表有《烟圈》（短篇小说）。1934年，于上海担任《人间世》（月刊）编辑。1936年，发表有《郭庆记》（短篇小说）。1936年，远赴法国留学，一年后抗日战争爆发，未竞所学，回到中国，居于上海。
1937年，以《鬼恋》（中篇小说）一举成名。“孤岛时期”在上海办报刊和创作，其间著有《吉布赛的诱惑》、《荒谬的英法海峡》、《精神病患者的悲歌》和《一家》四部长篇小说，风靡一时，是当时沪上最多产的作家，风头比张爱玲更健。1942年，赴大后方重庆，执教中央大学。1943年，其作品《风萧萧》登大后方畅销书榜首，1943年也被出版界誉为“徐訏年”。1950年，赴香港定居，20世纪60年代先后在新加坡、香港多所大学任教，曾担任香港中文大学教授，香港浸会学院文学院院长兼中文系主任等职。其间创作了《彼岸》、《江湖行》、《时与光》、《悲惨的世纪》等长篇小说。其文艺理论论著公认为海外自由主义文艺理论的重要著作。
徐訏在香港与学者曹聚仁等创办创垦出版社，曾合办《热风》（半月刊）。1966年，担任香港中文大学教授，香港浸会学院文学院院长兼中文系主任等职。1980年在香港去世，死前一周接受了天主教洗禮。

## 創作特色
徐訏想象力丰富，善于将人生与生命探索设计为故事，小说作品以爱情题材为主，实则包罗宇宙万象，注重心理分析，并富于哲理，直抵宗教信仰，惟有用文化研究、人生哲学、生命哲学去观照才可知其味。除小说外，在杂文、散文、戏剧、诗歌、文学理论等领域都有上佳表现。其作品曾经在海外产生了重要而广泛的影响，将五四新文化精神在海外续延并发扬光大。

## 作品
《徐訏全集》，預計共18卷（只出了15卷），包含徐訏作品共计六十多种，台湾正中书局出版
详细作品目录（按年代先后顺序）：
- 《鬼恋》（短篇小说），1938年，夜窗书屋
- 《海外的鳞爪》（散文集），1939年，西风杖
- 《春韭集》（散文集），1939年，夜窗书屋
- 《吉布赛的诱惑》（中篇小说）1940年，夜窗书屋
- 《一家》（中篇小说），1940年，夜窗书屋
- 《生与死》(话剧)，1940年，夜窗书屋
- 《西流集》(散文集)，1940年，夜窗书屋
- 《成人的童话》(短篇小说集)，1940年，夜窗书屋
- 《月亮》(话剧)，1940年，珠林书店
- 《契约》(话剧)，1940年，成都东方书店
- 《海外的情调》(短篇小说集)，1940年．夜窗书屋
- 《孤岛的狂笑》(话剧)，1941年，夜窗书屋
- 《荒謬的英法海峡》(中篇小说)，1941年，夜窗书屋
- 《月光曲》(话剧)，1941年，夜窗书屋
- 《野花》(话剧)，1942年，成都东方书店
- 《鬼戏》(话剧)，1942年，成都东方书店
- 《兄弟》(话剧)，1942年，夜窗书屋
- 《精神病患者的悲歌》(长篇小说)，1943年，光明书店
- 《母亲的肖象》(话剧)，1944年，成都东方书店
- 《风萧萧》(长篇小说)，1944年，成都东方书店
- 《盲恋》(中篇小说集)，1945年 (出版单位不详)
- 《鸟语》(中篇小说集)，1945年，怀正
- 《阿拉伯海的女神》(短篇小说集)，1946年，怀正
- 《旧神》(中篇小说)，1946年，夜窗书屋
- 《烟圈》(短篇小说集)，1946年，夜窗书屋
- 《蛇衣集》(散文集)，1947年，夜窗书屋
- 《灯屋集》(话剧)，1947年，怀正
- 《潮来的时候》(话剧)，1948年，夜窗书屋
- 《黄浦江头的夜月》(话剧)，1948年，怀正
- 《进香集》(诗歌集)，1948年，怀正
- 《待绿集》(诗歌集)，1948年，怀正
- 《借火集》(诗歌集)，1948年，怀正
- 《灯笼集》(诗歌集)，1948年，怀正
- 《鞭痕集》(诗歌集)，1948年，怀正
- 《幻觉》(短篇小说集)，1948年，怀正
- 《炉火》(中篇小说)，1952年，香港大公书局
- 《期待曲》(中篇小说)，1952年，香港大公书局
- 《轮回》(诗集)，1952年，香港大公书局
- 《彼岸》(中篇小说)，1953年，香港大公书局
- 《杀机》(短篇小说集)，1953年，香港大公书局
- 《痴心井》(中、短篇小说集)，1953年、香港大公书局
- 《有后》(短篇小说集)，1954年，香港大公书局
- 《百灵树》(短篇小说集)，1954年，亚洲
- 《结局》(短篇小说集)，1954年，亚洲
- 《传统》(短篇小说集)，1955年，亚洲
- 《婚事》(长篇小说)，1955年，亚洲
- 《父仇》(短篇小说集)，1955年，亚洲
- 《花束》(短篇小说集)，1956年，亚洲
- 《私奔》(短篇小说集)，1957年，亚洲
- 《太太与丈夫》(短篇小说集)，1958年，亚洲
- 《时间的去处》(诗集)，1958年，亚洲
- 《灯》(短篇小说集)，1959年，亚洲
- 《女人与事》(短篇小说集)，1959年，亚洲
- 《神偷与大盗》(短篇小说集)，1959年，亚洲
- 《江湖行》(长篇小说)，1960年，香港大公书局
- 《徐訏全集》( l—15卷)，1966年—1970年，台.正中（未出齐）
- 《时与光》（长篇小说），(1966年)，台，正中
- 《三边文学》(散文集)，1973年，香港上海印书馆
- 《大陆文坛十年及其他》，1973，香港大公书局
- 《花神》(短篇小说集)，1977年，黎明
- 《悲慘的世纪》(长篇小说)，1977年，黎明
- 《巫兰的恶梦》(长篇小说)，1977年，黎明
- 《原野的呼声》(诗集)，1977年，黎明
- 《传薪集》(散文集)，1978年，台.正中
- 《传杯集》（散文合集），1978年，台.正中
- 《小说汇要》（古典短篇小說選），1974年，台.正中

其中《鬼恋》在1996年被陈逸飞改编为电影《人约黄昏》

## 评价
林语堂认为徐訏与鲁迅是20世纪中国最伟大的作家，对中国新诗一向没有好评的他赞誉徐訏是唯一的中国新诗人。
在港台评论界徐訏被视为是一个“世界级”作家，认为“徐訏先生是文坛鬼才，也是全才，小说、新诗、散文、戏剧样样都来，也样样都精。”
在三四十年代的文坛上，徐訏作为“后期浪漫派”的代表作家，其小说声誉斐然。长篇小说《风萧萧》一九四三年被列为“全国畅销书之首”，“风靡大后方”，有人因而称这一年为“徐訏年”。
林语堂曾指出，徐訏与常被认为是“中国的高尔基”的鲁迅同为二十世纪中国的杰出作家。虽然林氏对中国新诗一般都无好评，但却赞誉徐訏为惟一的中国新诗人，称其诗“自然而有韵律”，发自内心深处。
西方汉学家伯图西奥里（Gillian Bertuccioli）和帕里斯特莱（K·E·Priestly）也有同感，认为徐訏在二十世纪中国作家中稳固地居于领先地位。 
香港文学史家司马长风把他与鲁迅和郭沫若相比:“环顾中国文坛，像徐訏这样十八般武艺件件精通的全才作家，可以数得来的仅有鲁迅、郭沫若两人，而鲁迅只写过中篇和短篇小说，从未有长篇小说问世，而诗作也极少，郭沫若也没有长篇小说著作，他的作品除了古代史研究不算，无论诗、散文、小说、戏剧、批评，都无法与徐的作品相比，也许在量的方面不相上下，但在质的方面，则相去不可以道里计。”
香港批评家廖文杰说，李辉英在《中国现代文学史》内对徐訏评价很低，夏志清在《中国现代小说史》内完全没提徐訏小说一事。李辉英的《中国现代文学史 》一书影响性较低，但夏志清的《中国现代小说史》完全不同了。王璞在徐訏论文中的注释中则以为夏志清在《中国现代小说史》内对徐訏不置一词，可能是因为徐当年与石堂两篇论战的文章有关，但她宁可相信这遗漏是圣伯夫式的失手。但其实夏志清原来曾对徐訏与石堂论战一文颇推许，1975年，夏志清曾在《书评书目》上发文说以前看了徐訏两本书，觉得不对口，以后他出的书一本也没看，并说一个作家一开头不能给人新鲜而严肃的感觉，这是他自己不争气，不能怪人。廖文杰说，不过一个文学史家这样也未免有点轻率与偏见吧。在徐訏去世多年后，夏志清又去函给《纯文学》杂志，说因早年在上海读了徐訏的《鬼恋》、《吉布赛的诱惑》，不喜欢这种调调，故不考虑把他放在《中国现代小说史》内，连《风萧萧》都未看，对他可能是不公平的。
当代文学学者、批评家吴义勤认为，徐訏是20世纪中国文学史上曾经被严重“误读”的作家之一，在其诞辰100周年之际，重新评价他的文学成就和文学史地位是非常必要的。从20世纪中国文学的整体格局来看，徐訏的文学价值无疑是不可替代的。他是一个能够超越“空间”和“时间”束缚的作家，是一个能够超越不同意识形态和不同文学观念的具有恒久性魅力的作家。直到今天，他的小说在港台和海外华人圈中仍然有重大的影响，并有一个持续的、庞大的读者群。对中国现当代文学而言，徐訏所建构的融汇传统与现代、东方与西方的现代性文艺思想体系，自由穿梭于现代主义、浪漫主义和写实主义之间的艺术能力，以及“雅俗共赏”的成功实践与艺术经验都无疑是他留给我们的值得珍视的宝贵遗产。在我看来，他留给20世纪中国文学的最大遗产就是真正在艺术实践的意义上解决了困扰一代又一代中国作家的“雅”“俗”对峙问题，他的小说真正为我们拆除了“雅”、“俗”对峙的樊篱，突破了“雅”、“俗”的壁垒，完成了“大雅”与“大俗”的转化与融合，其“雅俗共赏”的成功经验甚至对我们sa年代以来的那些先锋派作家如何走出困扰中国文学数十年的所谓“曲高和寡”的艺术怪圈也有着有益的启示。在这个意义上，我觉得徐訏的意义不仅体现在个人的文学成就上，更体现为他的艺术经验对于20世纪中国文学史建构的独特启示.在纷繁混乱的20世纪，我们的作家为历史、现实、政治等等而付出了沉重的文学代价。徐訏的成功为中国作家如何保持艺术上的纯洁性、创作风格的独立性和对于现实的超越性提供了异常宝贵的经验。
学者冯芳认为，在中国现代文学史哲理写作群中，徐訏创作具有其它作家难以比拟的长处：一是其哲理的深广度。其作品具有既深且广的哲理价值，甚至其哲学思想已自成体系，鲜有作家可以匹敌。二是其追求现代性达到了极高程度。徐訏写了大量的文章来促进个人主体现代性、社会现代性的发展，这使他走在推动中国现代性发展的潮头浪尖上。三是其反思现代性危机的突出能力和“谐和”理想的建构。现代科技理性中存在的“二律背反”带来了现代性危机：个人主体失去精神信仰，陷入价值观危机；人与人之间的关系被金钱异化，就业竞争激烈；人与自然的关系恶化为生态严重失衡。早在20世纪30年代，西方大哲反思现代性危机之时，徐訏便已在同步思考，他思考的结果是：将科学理性精神与东方宗教哲学并驾齐驱，回归自然，追求“天人合一”境界，同时对古代“天人合一”思想进行扬弃，为个人主体性不够突出的中国文化添加了个人主义，形成了个人与集体乃至宇宙“谐和”的存在论思想，徐訏对现代性的反思代表着现代中国知识分子所达到的高度。他在1950年代初提出“谐和论”又过了几年，海德格尔才提出了“天地神人四方游戏学说”。徐訏的“谐和”哲学不仅可以缓解现代社会的危机，还为现代人提供了精神救赎之路。经过文革后又几十年的发展，当今学界才初步达成类似共识，中国才在1990年有了生态美学。时间证明，徐訏对现代性危机的反思是颇具有前瞻性的，其反思现代性危机的突出能力和“谐和”理想的建构堪称与世界思想界同步。因此，徐訏前期的哲理性写作具有突出的价值：它代表着现代中国最进步力量的自我建设与自我反思，同时他已经作出了建构。